# Třída Musherib
Třída Musherib je třída oceánských hlídkových lodí katarského námořnictva. Celkem byly objednány dvě jednotky této třídy. Dodány byly roku 2022. Jedná se o zvětšený derivát třídy Falaj 2 námořnictva Spojených arabských emirátů. Navzdory své oficiální kategorizaci třída Musherib, vzhledem k silné výzbroji, fakticky představuje raketové čluny, či lehké korvety.

## Stavba
Katar objednal v červnu 2016 u italské loděnice Fincantieri stavbu celkem sedmi nových válečných lodí, které umožní zásadní posílení jeho námořnictva. Kromě čtyř korvet třídy Doha byla objednána také vrtulníková výsadková loď Al Fulk (L141) (obdoba alžírské Kalaat Béni Abbès) a dvě oceánské hlídkové lodě. Hodnota kontraktu dosahuje 4 miliardy euro. Stavbu všech objednaných plavidel zajištuje společnost Fincantieri ve své loděnici Muggiano v La Spezia.
Jednotky třídy Musherib:
| Jméno          | Loděnice | Založení kýlu | Spuštěna       | Vstup do služby  | Status  |
| -------------- | -------- | ------------- | -------------- | ---------------- | ------- |
| Musherib (Q61) | Muggiano | srpen 2017    | 18. září 2020  | 29. ledna 2022   | aktivní |
| Sheraouh (Q62) | Muggiano |               | 5. června 2021 | 7. července 2022 | aktivní |

## Konstrukce
Plavidla jsou vybavena bojovým řídícím systémem Athena, radarem Leonardo Kronos HP kategorie AESA, systémem řízení palby NA-30S Mk.2 pro hlavní kanón a druhým střeleckým systémem Medusa Mk.4B (včetně dvou senzorů IRST) pro sekundární kanóny. Obranu posilují vrhače klamných cílů Lacroix Sylena Mk.2. Hlavňovou výzbroj tvoří jeden 76mm/62 kanón Super Rapid v dělové věži na přídi a dva 30mm kanóny v dálkově ovládaných zbraňových stanicích Marlin. Hlavní údernou výzbroj představují čtyři protilodních střel MM.40 Exocet Block III. Protivzdušnou obranu tvoří osminásobné vertikální vypouštěcí silo pro řízené střely VL MICA instalované na přídi před nástavbou. Na zádi se nachází pracovní plocha s jeřábem a rychlým člunem RHIB. Pohonný systém tvoří čtyři diesely, pohánějící čtyři lodní šrouby se stavitelnými lopatkami. Elektřinu dodávají čtyři diesel-generátory. Pro manévrování slouží dvě klasická kormidla. Nejvyšší rychlost dosahuje 30 uzlů (56 km/hod) a cestovní rychlost 15 uzlů. Dosah je 1500 námořních mil (2778 km) při rychlosti 15 uzlů. Vytrvalost dosahuje 7 dní.